# Gomadingen
Gomadingen är en kommun (tyska Gemeinde) i Landkreis Reutlingen i delstaten Baden-Württemberg i Tyskland. Kommunen består av ortsdelarna (tyska Ortsteile) Gomadingen, Dapfen och Steingebronn. Folkmängden uppgår till cirka 2 400 invånare, på en yta av 45,83 kvadratkilometer.
Kommunen ingår i kommunalförbundet Münsingen tillsammans med staden Münsingen kommunen Mehrstetten.

## Befolkningsutveckling
| Befolkningsutvecklingen i Gomadingen 1975–2015 | Befolkningsutvecklingen i Gomadingen 1975–2015 | Befolkningsutvecklingen i Gomadingen 1975–2015 | Befolkningsutvecklingen i Gomadingen 1975–2015 | Befolkningsutvecklingen i Gomadingen 1975–2015 |
| ---------------------------------------------- | ---------------------------------------------- | ---------------------------------------------- | ---------------------------------------------- | ---------------------------------------------- |
|                                                |                                                |                                                |                                                |                                                |
| År                                             |                                                |                                                | Folkmängd                                      | Areal (ha)                                     |
| 1975                                           | 1975                                           |                                                | 2 014                                          | 4 581                                          |
| 1980                                           | 1980                                           |                                                | 2 040                                          | 4 585                                          |
| 1985                                           | 1985                                           |                                                | 2 067                                          |                                                |
| 1990                                           | 1990                                           |                                                | 2 051                                          |                                                |
| 1995                                           | 1995                                           |                                                | 2 127                                          |                                                |
| 2000                                           | 2000                                           |                                                | 2 187                                          |                                                |
| 2005                                           | 2005                                           |                                                | 2 208                                          |                                                |
| 2010                                           | 2010                                           |                                                | 2 193                                          |                                                |
| 2015                                           | 2015                                           |                                                | 2 288                                          |                                                |
|                                                |                                                |                                                |                                                |                                                |